# Karel Gott
Karel Gott (født 14. juli 1939, død 1. oktober 2019) var en tjekkisk sanger, som i London repræsenterede Østrig ved Eurovision Song Contest 1968 med sangen "Tausend Fenster".

## Kendte sange
| - Lady Carneval 1968 - Was damals war 1969 - Weißt du wohin (Doctor Zhivago) 1969 - Einmal um die ganze Welt 1970 - Schicksalsmelodie (Love Story) 1971 - Die Biene Maja 1975 | - Das Mädchen aus Athen 1978 - Babička 1979 - Und die Sonne wird wieder scheinen 1982, - Fang das Licht 1986 met Darinka - Edelweiß - Delilah | - Warum müssen Jahre vergehn - Ich bin da um dich zu lieben 1994 met Daliah Lavi - Immer wenn der Abend beginnt - Jede Nacht - Küsse gegen Einsamkeit - Die Welt war schön |

## Sondringer
| - Goldene Nachtigall 1963, 1971 - Goldene Stimmgabel 1982, 1984, 1995 - Hermann-Löns-Medaille 1983 | - Diamantene Schallplatte 1992 - Europäischer Kristallglobus 2001 |